# Ii血型系统
Ii血型系统是人類血型系統之一。決定基因位於6號染色體。Ii血型系统由I 抗原和i抗原组成。Ⅰ抗原存在于绝大多数成人红细胞上。。新生儿的红细胞上无Ⅰ抗原或只有极少的Ⅰ抗原。

## 外部連結
- Ii at BGMUT（页面存档备份，存于） Blood Group Antigen Gene Mutation Database at NCBI, NIH